# Samalús
Samalús är en del av en befolkad plats i Spanien.   Den ligger i provinsen Província de Barcelona och regionen Katalonien, i den östra delen av landet, 500 km öster om huvudstaden Madrid. Samalús ligger 365 meter över havet och antalet invånare är 333.
Terrängen runt Samalús är kuperad åt nordost, men åt sydväst är den platt. Terrängen runt Samalús sluttar söderut. Runt Samalús är det tätbefolkat, med 735 invånare per kvadratkilometer. Närmaste större samhälle är Mataró, 18,9 km sydost om Samalús. 